# BMW 117
Il BMW 117 era un motore aeronautico sperimentale a 12 cilindri a V invertita raffreddato a liquido progettato dalla tedesca BMW Flugmotorenbau GmbH nel 1934.

## Sviluppo
Lo sviluppo del BMW 117 si deve ad un bando del 1929 da parte di Reichswehr e Reichsmarine, rispettivamente le allora forze armate e marina militare tedesca, che richiedevano la realizzazione di un nuovo motore che occupasse la fascia tra i 20 ed i 30 litri di cilindrata. L'azienda bavarese nel 1930 aveva già progettato un motore, al quale era stato dato la denominazione provvisoria BMW XII, che non era ancora stato adeguatamente sviluppato e che si concretizzò con un prototipo denominato BMW 112 nel 1932. I test di sviluppo vennero protratti sino al 1934, anno in cui l'azienda decise di abbandonare il progetto in favore di un suo ulteriore sviluppo, il BMW 117, del quale vennero prodotti pochi esemplari che rimasero a livello sperimentale.